# Bodensee (Landkreis Göttingen)
Bodensee er en by og kommune i det centrale Tyskland, beliggende under Landkreis Göttingen, i den sydlige del af delstaten Niedersachsen. Kommunen er en del af amtet (samtgemeinde) Gieboldehausen og ligger i det historiske landskab Eichsfeld.
Indtil 1973 hørte Bodensee under Landkreis Duderstadt.